# Augusto Mira Leal
Augusto Mira Leal (Lisboa, 22 de Outubro de 1897 - Lisboa, 24 de Outubro de 1955) foi um jornalista português, que teve uma destacada carreira na cidade de Portimão, no Algarve. Salientou-se também como bombeiro, tendo recebido várias condecorações por parte da organização nacional dos bombeiros.

## Biografia
Nasceu na cidade de Lisboa, em 22 de Outubro de 1897.
Em 31 de Agosto de 1922, aos 24 anos de idade, mudou-se para Portimão, onde começou a exercer como sócio-gerente da Casa Inglesa, uma loja dedicada principalmente ao comércio de charutos, mas que também vendia outros artigos como livros e artigos de papelaria, e que se tornou num marco da história da cidade. Cerca de dois anos depois os sócios fundaram a Empresa Tipográfica Lumen, da qual posteriormente tornou-se o único proprietário. Em 11 de Julho de 1926 criou o jornal Comércio de Portimão, do qual foi director até ao seu falecimento, durante um período de cerca de três décadas.
Destacou-se igualmente como bombeiro, como parte da Corporação dos Bombeiros Voluntários de Portimão. Entrou naquela organização em 21 de Março de 1927, como aspirante, tendo ascendido à segunda classe em 5 de Junho desse ano, à primeira classe em 18 de Maio de 1932, e a ajudante do comando em 17 de Janeiro de 1933. Em 1930 ficou ferido, com outros bombeiros, num acidente na Ponte de Portimão.
Em 17 de Janeiro de 1933 foi condecorado com a Medalha Comemorativa do terceiro Congresso Nacional dos Bombeiros, em 31 de Janeiro de 1935 com a medalha comemorativa da primeira Grande Parada dos Bombeiros Portugueses, e em 3 de Outubro de 1935 com a medalha comemorativa da segunda Grande Parada. Em 17 de Novembro de 1937 recebeu a Medalha de Assiduidade, em 28 de Julho de 1950 a Medalha da Assiduidade em Ouro, e em 27 de Dezembro de 1951 a Medalha em Prata de Serviços Distintos da Associação. Foi louvado pela corporação em 18 de Novembro de 1927, 20 de Abril de 1928, em 28 de Junho de 1935, pela forma como representou os bombeiros de Portimão durante a segunda Grande Parada Nacional, e em 3 de Março de Março de 1951 pela sua cooperação durante as obras no quartel. Também foi várias vezes reconhecido pela autarquia, incluindo em 20 de fevereiro de 1929, por proposta do Vereador do Pelouro de Incêndios, pela sua conduta durante uma derrocada ocorrida no dia 15 desse mês, e na sessão de 17 de Novembro de 1949 pelos seus serviços prestados no concelho.
Faleceu no Hospital de São Luís, em Lisboa, em 24 de Outubro de 1955, aos 58 anos de idade, na sequência de uma operação aos rins. O funeral teve lugar dois dias depois, em Portimão, tendo o cortejo partido da sede dos Bombeiros Voluntários de Portimão, e sido acompanhado por uma grande multidão, além de representantes das corporações de Monchique e Almada, da Guarda Nacional Republicana, Guarda Fiscal e dos órgãos municipais. A Câmara Municipal de Portimão emitiu um voto de pesar pelo seu falecimento, onde destacou a sua carreira como bombeiro.
Estava casado com Elvira da Conceição Leal, e era pai de Augusto Carlos da Conceição Real, Alberto da Conceição Leal, Pedro Octávio da Conceição Real, Orlando da Conceição Real.